# Wielka Krokiew

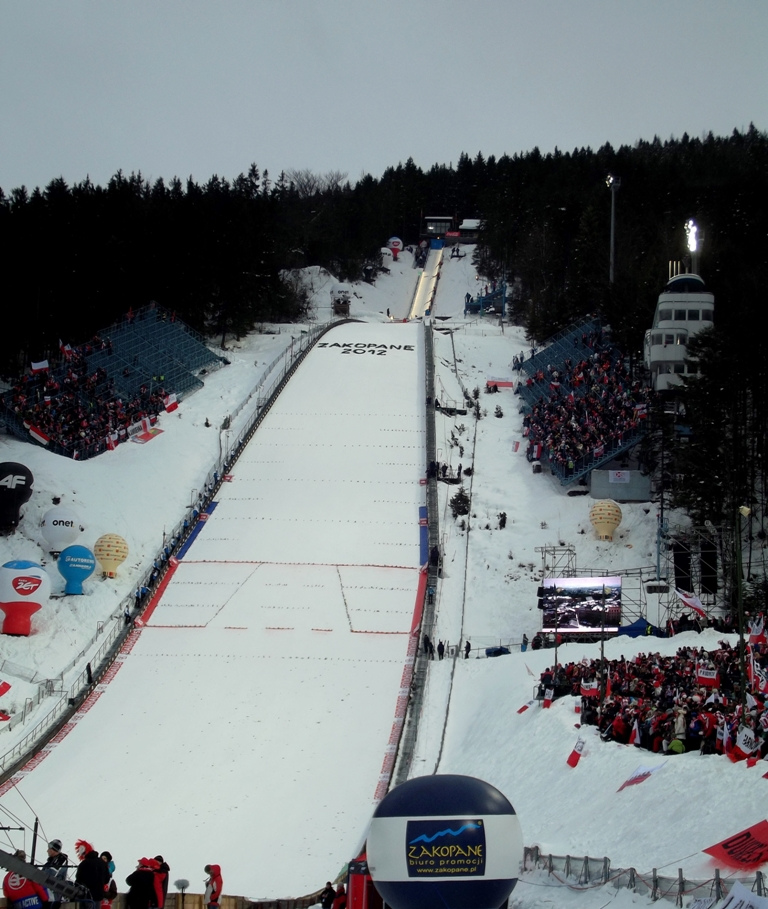
Wielka Krokiew. Zdjęcie wykonano podczas zawodów Pucharu Świata w Zakopanem, w styczniu 2012 r.

Wielka Krokiew im. Stanisława Marusarza – duża skocznia narciarska o punkcie konstrukcyjnym K125 i rozmiarze HS140, zlokalizowana w Zakopanem, na północnym stoku góry Krokiew (1378 m n.p.m.), na wysokości 1050 m n.p.m.
Zbudowana według projektu autorstwa inż. Karola Stryjeńskiego i uroczyście otwarta 22 marca 1925 podczas konkursu skoków. Od 1989 r. nosi imię Stanisława Marusarza (w latach 1932–1989 jej patronem był Karol Stryjeński). Wchodzi w skład Ośrodka Przygotowań Olimpijskich w Zakopanem, a zarządza nią Centralny Ośrodek Sportu. W jej pobliżu usytuowany jest Kompleks Średniej Krokwi im. Bronisława Czecha.
Największa skocznia narciarska w Polsce i jeden z dwóch – obok skoczni im. Adama Małysza w Wiśle-Malince – dużych obiektów narciarskich w kraju.
Skocznia naturalna (brak sztucznie wyniesionej wieży startowej, na której rozpoczyna się rozbieg), osłonięta lasem. Wyposażona w: igelit, sztuczne oświetlenie i tory lodowe, umożliwiające oddawanie skoków w temperaturze do 20 °C.
Dotychczas odbyło się na niej wiele międzynarodowych imprez sportowych, m.in.: konkursy skoków narciarskich podczas mistrzostw świata w narciarstwie klasycznym (1929, 1939, 1962) i Zimowych Uniwersjad (1993, 2001), zawody Pucharu Świata (od sezonu 1979/1980), Pucharu Kontynentalnego (od sezonu 1992/1993), Pucharu FIS (od sezonu 2012/2013), Letniej Grand Prix (od sezonu 2004) oraz Pucharu Świata w kombinacji norweskiej (od sezonu 1998/1999). Wielokrotnie przeprowadzano na niej Mistrzostwa Polski w skokach narciarskich (po raz pierwszy w 1927).

## Historia

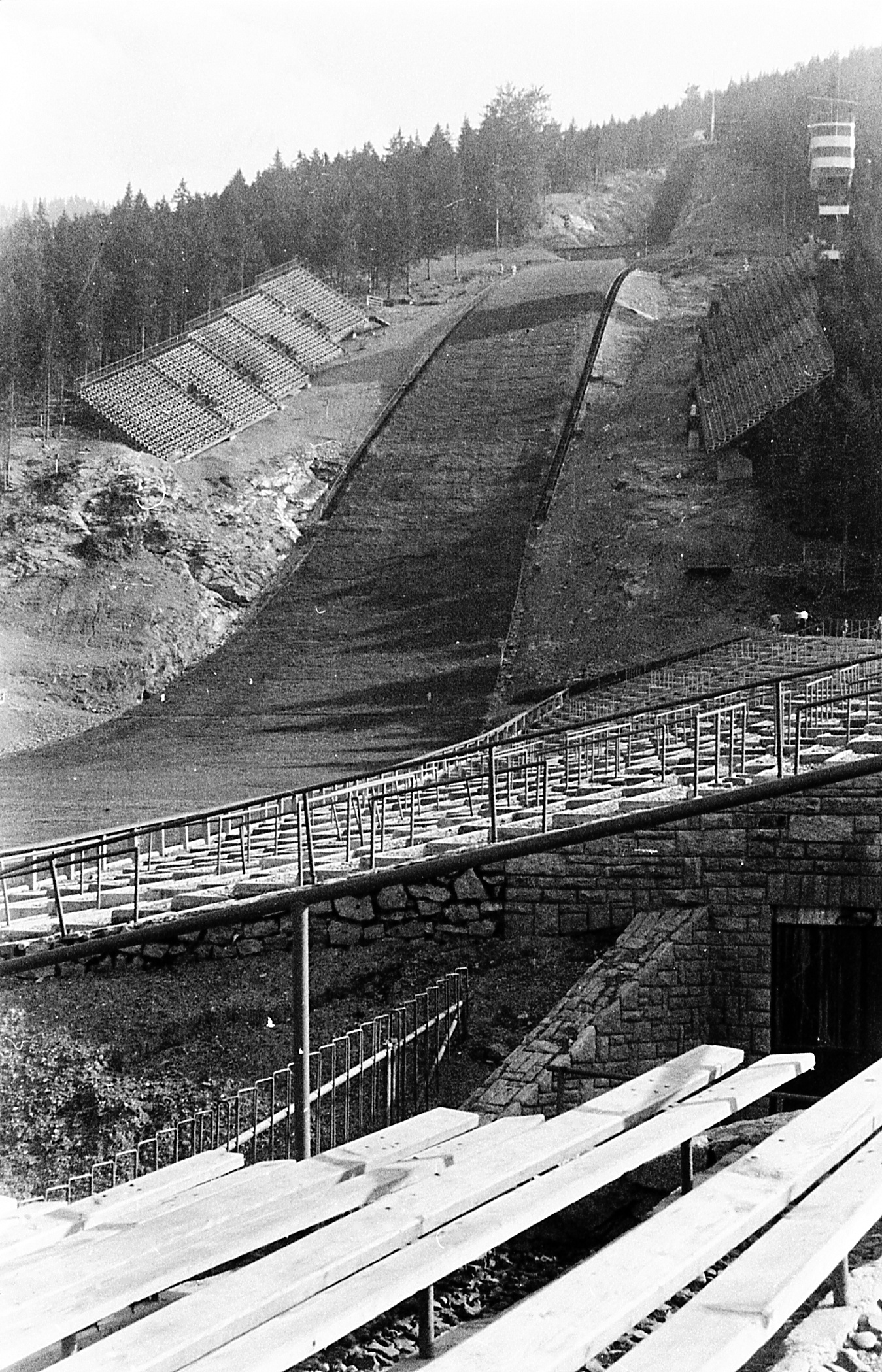
Wielka Krokiew w 1962 r.

W 1886 r. Zakopane oficjalnie uzyskało status uzdrowiska. Po odzyskaniu przez Polskę niepodległości każde uzdrowisko w kraju miało obowiązek opracowania tzw. planu regulacyjnego, polegającego na uporządkowaniu polityki przestrzennej miasta i określenia obszaru niezabudowanego, przeznaczonego na rekreację i sport. W 1923 r., z inicjatywy Ministerstwa Robót Publicznych, obszar od Kuźnic poprzez Bogówkę po szczyt Krokiew został objęty nowym projektem zagospodarowania architektonicznego – sporządzonym w 1922 r. przez inż. Karola Stryjeńskiego – jako park turystyczno-sportowy, który został włączony do planu regulacyjnego miasta Zakopane. W projekcie tym umieszczono liczne obiekty sportowe, w tym m.in. skocznię narciarską. W celu realizacji poczynionych zamierzeń powołano spółkę „Park Sportowy” (z księdzem-taternikiem Janem Humpolą jako prezesem) i rozpoczęto realizację inwestycji.
Skocznia pod Krokwią nie jest najstarszym tego typu obiektem w Polsce, już w 1920 r. zbudowano bowiem skocznię w dolinie Jaworzynce. Po kilku latach, odległości jakie można było na niej osiągać (poniżej 40 m) przestały dorównywać możliwościom, które niósł szybki rozwój dyscypliny. Konstrukcja obiektu w rejonie góry Krokiew miała umożliwiać bezpieczne skoki ponad 40 m. Jeszcze jeden aspekt czynił nową skocznię lepszą od tej jaworzyńskiej – lokalizacja (usytuowana bliżej centrum miasta i na stoku gwarantującym dłuższe utrzymywanie się pokrywy śnieżnej).
Na miejsce budowy wybrano północny stok szczytu Krokiew – teren wydzierżawiony przez spółkę „Park Sportowy” na 50 lat, na bardzo korzystnych warunkach, od hrabiego Władysława Zamoyskiego. Projekt ogólny skoczni sporządził w 1923 r. Karol Stryjeński, a dokumentację techniczną – szwedzki inżynier nazwiskiem Sellström, bądź Sandström. Przed rozpoczęciem budowy całe zamierzenie uzyskało pozytywną opinię Państwowej Rady Ochrony Przyrody oraz – jak donosił „Głos Zakopiański” z 25 grudnia 1923 – było konsultowane z „powagami narciarskimi”. Podkreślano bezpieczeństwo konstrukcji skoczni i jej nowoczesność. Jednak z powodu niewystarczających środków finansowych prace nie mogły być prowadzone zgodnie z zaplanowanym harmonogramem. Z inicjatywy Stryjeńskiego chętni mogli kupować udziały na budowę, a dużą rolę w pracach budowlanych odegrało wojsko. Znaczna większość robót została wykonana przed końcem 1924 r., jednak prowizorycznie wykończony obiekt – o rozbiegu długości 78 m, zeskoku długości 114 m oraz nachyleniu progu 38 stopni – oddano do użytku pod koniec stycznia 1925 r. (w styczniu 1925 r. Rada Gminna Zakopanego wsparła „Park Sportowy” subwencją na rzecz skoczni). Uroczysta inauguracja, połączona z konkursem skoków, miała miejsce 22 marca 1925. Pierwszym zwycięzcą i rekordzistą Wielkiej Skoczni został Stanisław Gąsienica-Sieczka (30 m, 36 m), za nim uplasowali się kolejno Henryk Mückenbrunn (32 m, 29 m) i Aleksander Rozmus (29,5 m, 33 m). Po przeprowadzeniu zawodów wykonywano jeszcze ostatnie roboty budowlane. Pierwszy rekord nie był zachwycający, jak na ówczesne czasy (zawody odbyły się jednak przy fatalnej pogodzie oraz na kiepskim śniegu) i nie uległ zmianie w czasie kolejnego konkursu (mistrzostw Zakopanego rozegranych w dniach 16–17 stycznia 1926), ale z powodu niedostatku śniegu rozbieg był wówczas skrócony o połowę. Mimo tego Stanisław Gąsienica-Sieczka uzyskał odległość 34,5 m. Jednak pierwsze miejsce zajął Szwed Wilhelm Stolpe, trener amator, który szkolił w sezonie skoczków z zakopiańskiego klubu. Już kilka dni później, 24 stycznia 1926, Tadeusz Zaydel ustanowił nowy rekord (40,5 m) i od tej pory posypała się lawina coraz lepszych wyników uzyskiwanych na Wielkiej Krokwi, która była wtedy kilkukrotnie przebudowywana, a prasa pisała o dużych możliwościach, które ona daje.
Trzykrotnie Wielka Krokiew była miejscem rozgrywania konkursów skoków podczas mistrzostw świata w narciarstwie klasycznym (więcej razy – siedmiokrotnie – ta impreza odbywała się jedynie w Lahti oraz w Falun – pięciokrotnie). Specjalnie na odbywające się tu Mistrzostwa Świata w 1929 r. zmieniono nieco rozbieg, zeskok (na którym wybudowano trybuny), profil skoczni oraz postawiono lożę sędziowską. Zmagania skoczków, w temperaturze minus 30 stopni, śledziło około 10 tys. widzów. W 1932 r. zmarł jeden z twórców Wielkiej Krokwi – Karol Stryjeński i od tej pory do 1989 r. skocznia nosiła jego imię. Wielka Krokiew jeszcze dwukrotnie gościła światowy czempionat – w 1939 r. i 1962 r. W obu przypadkach z powodu braku śniegu trzeba go było zwozić spoza Zakopanego – przed ostatnimi mistrzostwami jak się okazało niepotrzebnie, gdyż na kilka dni przed zawodami spadł obfity śnieg, który musiał zostać usunięty przez spychacze i ludzi na nartach. W dniu konkursu ustanowiono dwa rekordy: liczby widzów pod skocznią (ponad 120 tys., do dziś nie pobity) oraz długości skoku (103 m Helmuta Recknagela).
Od 1980 r. (z przerwami w latach: 1981–1989, 1991–1995, 1997, 2001) na Wielkiej Krokwi odbywają się zawody najważniejszego cyklu w skokach narciarskich – Pucharu Świata. Pierwszy konkurs Pucharu Świata zgromadził na trybunach 40 000 widzów. W latach: 1999, 2001, 2007 i 2008 odbywały się tu również konkursy skoków Pucharu Świata w kombinacji norweskiej.
W 1989 r. Rada Narodowa Zakopanego zmieniła patrona skoczni – został nim Stanisław Marusarz, zwany „królem Wielkiej Krokwi”. Na Wielkiej Krokwi podczas zimowej uniwersjady (2001) odbył się konkurs skoków, którego zwycięzcą został Łukasz Kruczek. 6 czerwca 1997, podczas VI. podróży apostolskiej do Polski, pod Wielką Krokwią odbyła się msza święta, celebrowana przez papieża Jan Paweł II, w której udział wzięło od 250 tys. do 300 tys. wiernych. 1 stycznia 2000, Wielka Krokiew straciła homologację FIS, przez co nie mogły być na niej rozgrywane żadne zawody pod egidą tej organizacji. Ostatnia została przyznana na posiedzeniu w Harrachovie pod warunkiem przebudowy skoczni, łącznie ze zmianą starej wieży sędziowskiej. Prace rozpoczęto 3 sierpnia 2000, a większość zakończono już 4 miesiące później. Koszt prac wyniósł 2,2 mln złotych. Oprócz zmiany parametrów (przesunięcie punktu konstrukcyjnego, zmiana kąta nachylenia progu i zeskoku, skrócenie zeskoku, zmniejszenie nachylenia wybiegu skoczni z 7 do 0 st.) przebudowano sieć kanalizacji burzowej oraz wykonano drenaż na zeskoku i wybiegu. Podczas wykonanej latem 2004 r. przebudowy na zeskoku położono igelit, a Zakopane otrzymało prawo organizacji Letniej Grand Prix w skokach narciarskich. W latach 2009–2011, za kwotę ponad 12 milionów złotych pod skocznią wybudowano trzykondygnacyjny pawilon, mieszczący pomieszczenia dla VIP-ów, sale ekspozycyjno-wystawowe i stanowiska dla komentatorów sportowych. W latach 2016–2017 skocznia przeszła rozbudowę, przeprowadzoną w dwóch etapach. W połowie sierpnia 2016 r. rozpoczęto pierwszy etap przebudowy, na który składała się między innymi rozbiórka starej konstrukcji, a następnie wykonanie nowej, betonowej, a ponadto także montaż torów lodowych i zmiana kąta nachylenia progu skoczni z 10,5 na 11 stopni. Zakończenie prac zaplanowano na listopad-grudzień 2016 r. Przebudowa najazdu zakończyła się zgodnie z planem i 26 grudnia 2016 na obiekcie odbyły się mistrzostwa Polski w skokach narciarskich. Wiosną 2017 r. rozpoczął się drugi etap, podczas którego przebudowany został zeskok skoczni: obniżona została bula, dolna część zeskoku została nieco pogłębiona, wymienione zostały bandy i schody, ponadto skocznia otrzymała nowy igelit. Planowane koszty modernizacji miały wynieść ok. 10 milionów złotych, lecz po zakończeniu prac w listopadzie 2017 r. oszacowano je na 12 milionów złotych. 19 listopada 2017 skocznia otrzymała homologację FIS, ważną do 18 listopada 2022, niezbędną do przeprowadzenia zawodów najwyższej rangi, takich jak Puchar Świata, Puchar Kontynentalny, Letnie Grand Prix, FIS Cup, Letni Puchar Kontynentalny, czy Puchar Świata w kombinacji norweskiej. Po przebudowie punkt konstrukcyjny wynosi 125 metrów, a rozmiar skoczni – 140 metrów.
Wielka Krokiew jest bazą treningową dla skoczków Wisły Zakopane i AZS Zakopane.

## Charakterystyka
Obecnie jest największą skocznią w Polsce, posiadającą homologację FIS.

### Parametry skoczni[14]
- Punkt konstrukcyjny: 125 m
- Wielkość skoczni (HS): 140 m
- Długość najazdu: 98,7 m
- Nachylenie najazdu: 35°
- Długość progu: 6,5 m
- Nachylenie progu: 11°
- Wysokość progu: 3,13 m
- Nachylenie zeskoku: 34,3°

### Trybuny
Obecnie trybuny i okolice Wielkiej Krokwi mogą pomieścić ok. 30 tys. osób, dzięki czemu jest to jeden z największych obiektów sportowych w Polsce pod względem pojemności trybun. Obecnie przy okazji zawodów najwyższej rangi Pucharu Świata ze względów bezpieczeństwa i komfortu oglądania przez widzów udostępniane są bilety w liczbie do 22 tysięcy. Rekord oglądalności na Wielkiej Krokwi padł podczas mistrzostw świata w narciarstwie klasycznym w 1962 r., gdy konkurs skoków oglądała rekordowa liczba 120 tys. kibiców. Podczas konkursu Pucharu Świata w 2002 r. (w szczycie małyszomanii) pod skocznią zgromadziła się ponad 53-tysięczna publiczność.

## Zawody cykliczne odbywające się na skoczni

### Krajowe
- Mistrzostwa Polski
- Puchar TZN
- Konkurs Świąteczny

### Międzynarodowe
- Puchar Świata w skokach narciarskich (1980, 1990, 1996, 1998, 1999, od 2002)
- Puchar Świata w kombinacji norweskiej (1999, 2001, 2007, 2008)
- Puchar Kontynentalny w skokach narciarskich (1994, 1997, 2003–2011, od 2013)
- FIS Cup w skokach narciarskich (od 2013)
- Letnie Grand Prix w skokach narciarskich (2004–2009, 2011, 2019)
- Mistrzostwa świata w narciarstwie klasycznym (1929, 1939, 1962)

## Rekordziści skoczni
Oficjalny rekord skoczni wynosi 147 m, należy do Yukiyi Satō, a ustanowiony został 25 stycznia 2020 podczas drugiej serii konkursu drużynowego Pucharu Świata sezonu 2019/2020. Jest on o 3,5 m lepszy od wcześniejszego rekordu, ustanowionego przez Dawida Kubackiego. Do Yukiyi Satō należy również letni rekord skoczni – 145 m, który uzyskał podczas pierwszej serii konkursu indywidualnego Letniej Grand Prix 2019.
Zgodnie z wytycznymi Międzynarodowej Federacji Narciarskiej nie uznaje się rekordów ustanowionych podczas mistrzostw kraju, czy w przedkonkursowych treningach (ponadto rekordy z Pucharu Kontynentalnego – także z konkursów głównych – nie są odnotowywane jako oficjalne).

### Tabela rekordów
Kursywą rekordy nieoficjalne
| Lp.   | Data       | Zawodnik                    | Wynik   | Zawody                                                       |
| ----- | ---------- | --------------------------- | ------- | ------------------------------------------------------------ |
| 1.    | 25.03.1925 | Stanisław Gąsienica-Sieczka | 36 m    | konkurs skoków                                               |
| 2.    | 1925       | Stanisław Gąsienica-Sieczka | 39 m    |                                                              |
| 3.    | 24.01.1926 | Tadeusz Zaydel              | 40,5 m  | konkurs skoków                                               |
| 4.    | 01/02.1927 | Józef Lankosz               | 47 m    | pozakonkursowa seria MP 1927                                 |
| 5.    | 01/02.1927 | Józef Lankosz               | 49,5 m  | pozakonkursowa seria MP 1927                                 |
| 6.    | 18.03.1928 | Bronisław Czech             | 61 m    | MP 1928                                                      |
| 7.    | 10.02.1929 | Bronisław Czech             | 63 m    | pozakonkursowa seria MŚ 1929                                 |
| –     | 10.02.1929 | Sigmund Ruud                | 71,5 m  | pozakonkursowa seria MŚ 1929, upadek                         |
| (7.)  | 10.02.1929 | Franciszek Cukier           | 63 m    | pozakonkursowa seria MŚ 1929                                 |
| 9.    | 10.02.1929 | Stanisław Gąsienica-Sieczka | 66 m    | pozakonkursowa seria MŚ 1929                                 |
| 10.   | 1932       | Stanisław Marusarz          | 72 m    |                                                              |
| 11.   | 11.02.1934 | Stanisław Marusarz          | 74 m    | MP 1934                                                      |
| 12.   | 24.02.1935 | Reidar Andersen             | 76 m    | MP 1935                                                      |
| 13.   | 22.01.1938 | Andrzej Marusarz            | 76,5 m  |                                                              |
| 14.   | 19.02.1939 | Josef Bradl                 | 80 m    | MŚ 1939                                                      |
| 15.   | 19.02.1939 | Birger Ruud                 | 81,5 m  | MŚ 1939                                                      |
| –     | 19.02.1939 | Jan Kula                    | 85,5 m  | pozakonkursowa seria MŚ 1939                                 |
| 16.   | 1948       | Stanisław Marusarz          | 83,5 m  |                                                              |
| 17.   | 1948       | Stanisław Marusarz          | 85 m    |                                                              |
| –     | 1954       | Stanisław Marusarz          | 92,5 m  | upadek                                                       |
| 18.   | 1955       | Antoni Wieczorek            | 86,5 m  |                                                              |
| 19.   | 18.03.1956 | Harry Glaß                  | 88 m    | MBCziHM 1956                                                 |
| 20.   | 02.04.1956 | Roman Gąsienica-Sieczka     | 93,5 m  | pozakonkursowa seria wielkanocnego konkursu skoków           |
| –     | 02.04.1956 | Andrzej Gąsienica-Daniel    | 98 m    | pozakonkursowa seria wielkanocnego konkursu skoków, podparty |
| 21.   | 1961       | Karl Schramm                | 98,5 m  |                                                              |
| 22.   | 25.02.1961 | Nikołaj Szamow              | 99,5 m  | MBCziHM 1961                                                 |
| 23.   | 26.02.1961 | Nikołaj Szamow              | 100 m   | MBCziHM 1961                                                 |
| 24.   | 25.02.1962 | Helmut Recknagel            | 103 m   | MŚ 1962                                                      |
| 25.   | 20.03.1966 | Horst Queck                 | 105,5 m | MBCziHM 1966                                                 |
| 26.   | 24.01.1967 | Jiří Raška                  | 107 m   | PP 1967                                                      |
| 27.   | 1967       | Józef Kocyan                | 107,5 m |                                                              |
| 28.   | 10.03.1968 | Józef Przybyła              | 108,5 m | MBCziHM 1968                                                 |
| 29.   | 1968       | Józef Przybyła              | 109 m   |                                                              |
| 30.   | 05.03.1969 | Manfred Wolf                | 111,5 m | MBCziHM 1969                                                 |
| 31.   | 20.03.1971 | Hans Schmid                 | 112 m   | MBCziHM 1971                                                 |
| 32.   | 01.04.1973 | Tadeusz Pawlusiak           | 113 m   | wiosenny konkurs skoków                                      |
| 33.   | 09.02.1975 | Marek Pach                  | 114 m   | MP 1975                                                      |
| 34.   | 09.02.1975 | Stanisław Bobak             | 115,5 m | MP 1975                                                      |
| 35.   | 12.03.1978 | Keijo Korhonen              | 116 m   | MBCziHM 1978                                                 |
| 36.   | 18.02.1979 | Piotr Fijas                 | 116,5 m | MBCziHM 1979                                                 |
| 37.   | 03.1985    | Piotr Fijas                 | 117 m   | MBCziHM 1985                                                 |
| 38.   | 03.1985    | Jiří Malec                  | 119 m   | MBCziHM 1985                                                 |
| 39.   | 03.1986    | Jan Kowal                   | 122,5 m | MBCziHM 1986                                                 |
| 40.   | 14.03.1987 | Jan Kowal                   | 123 m   | MBCziHM 1987                                                 |
| 41.   | 1992       | Zbigniew Klimowski          | 124 m   |                                                              |
| 42.   | 22.01.1995 | Arve Vorvik                 | 128 m   | PK 1994–95                                                   |
| –     | 31.03.1995 | Wojciech Skupień            | 130 m   | MP 1995 (trening)                                            |
| 43.   | 27.01.1996 | Primož Peterka              | 130 m   | PŚ 1995–96                                                   |
| –     | 1996       | Aleksander Bojda            | 130,5 m |                                                              |
| –     | 04.03.2001 | Stefan Kaiser               | 135,5 m | PK 2000–01                                                   |
| –     | 26.12.2002 | Adam Małysz                 | 136,5 m | MP 2002                                                      |
| 44.   | 18.01.2003 | Sven Hannawald              | 140 m   | PŚ 2002–03                                                   |
| L1.   | 05.09.2004 | Daniel Forfang              | 139,5 m | GP 2004, letni                                               |
| –     | 11.03.2005 | Juha-Matti Ruuskanen        | 141,5 m | PK 2004–05                                                   |
| (L1.) | 25.08.2007 | Adam Małysz                 | 139,5 m | GP 2007, letni                                               |
| (44.) | 23.01.2010 | Gregor Schlierenzauer       | 140 m   | PŚ 2009–10                                                   |
| 46.   | 23.01.2010 | Simon Ammann                | 140,5 m | PŚ 2009–10                                                   |
| –     | 18.08.2013 | Adam Ruda                   | 139,5 m | PFIS 2013–14, letni                                          |
| –     | 24.03.2015 | Klemens Murańka             | 144 m   | MP 2015, podparty                                            |
| –     | 24.03.2015 | Piotr Żyła                  | 141,5 m | MP 2015, podparty                                            |
| –     | 24.03.2015 | Kamil Stoch                 | 141,5 m | MP 2015                                                      |
| 47.   | 27.01.2018 | Kamil Stoch                 | 141,5 m | PŚ 2017–18                                                   |
| –     | 18.02.2018 | Piotr Kudzia                | 143,5 m | OOM 2018 (kombinacja norweska)                               |
| –     | 23.09.2018 | Anže Semenič                | 140 m   | LPK 2018, letni (seria próbna)                               |
| 48.   | 19.01.2019 | Markus Eisenbichler         | 143 m   | PŚ 2018–19                                                   |
| 49.   | 19.01.2019 | Dawid Kubacki               | 143,5 m | PŚ 2018–19                                                   |
| –     | 17.03.2019 | Bor Pavlovčič               | 143,5 m | PK 2018–19, seria próbna                                     |
| –     | 17.08.2019 | Dawid Kubacki               | 142 m   | GP 2019, letni (seria próbna)                                |
| L3.   | 17.08.2019 | Karl Geiger                 | 141,5 m | GP 2019, letni                                               |
| L4.   | 17.08.2019 | Tilen Bartol                | 144 m   | GP 2019, letni                                               |
| L5.   | 18.08.2019 | Yukiya Satō                 | 145 m   | GP 2019, letni                                               |
| 50.   | 25.01.2020 | Yukiya Satō                 | 147 m   | PŚ 2019–20                                                   |
| –     | 13.03.2021 | Benjamin Østvold            | 150 m   | PK 2020–21, seria próbna                                     |
| –     | 17.03.2024 | Paweł Wąsek                 | 147 m   | PK 2023–24, 2 seria konkursowa rekord nieoficjalny           |
| –     | 5.04.2025  | Domen Prevc                 | 150,5 m | Red Bull Skoki w Punkt, 1 seria                              |

## Galeria

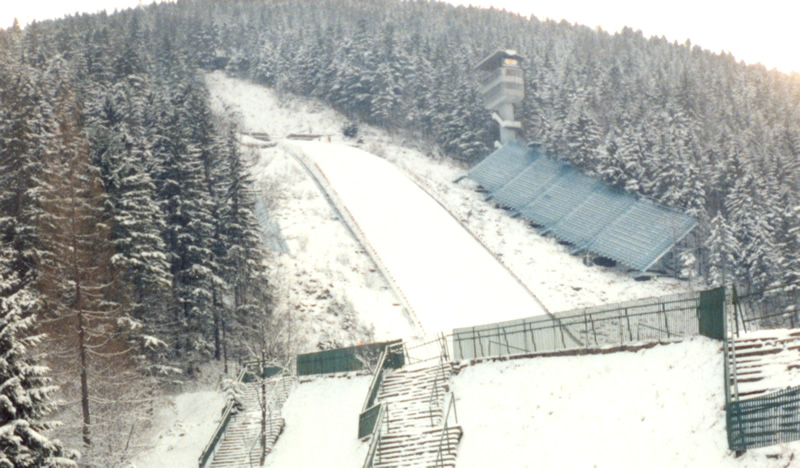
Wielka Krokiew przed renowacją
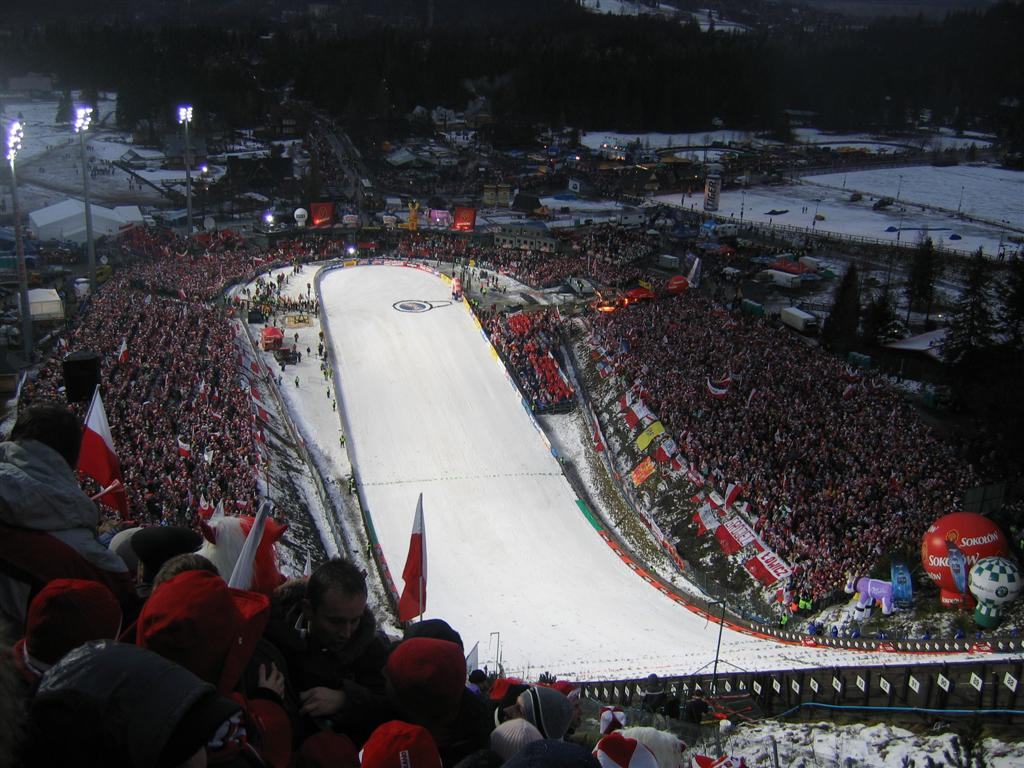
Wielka Krokiew podczas konkursu PŚ (2007)
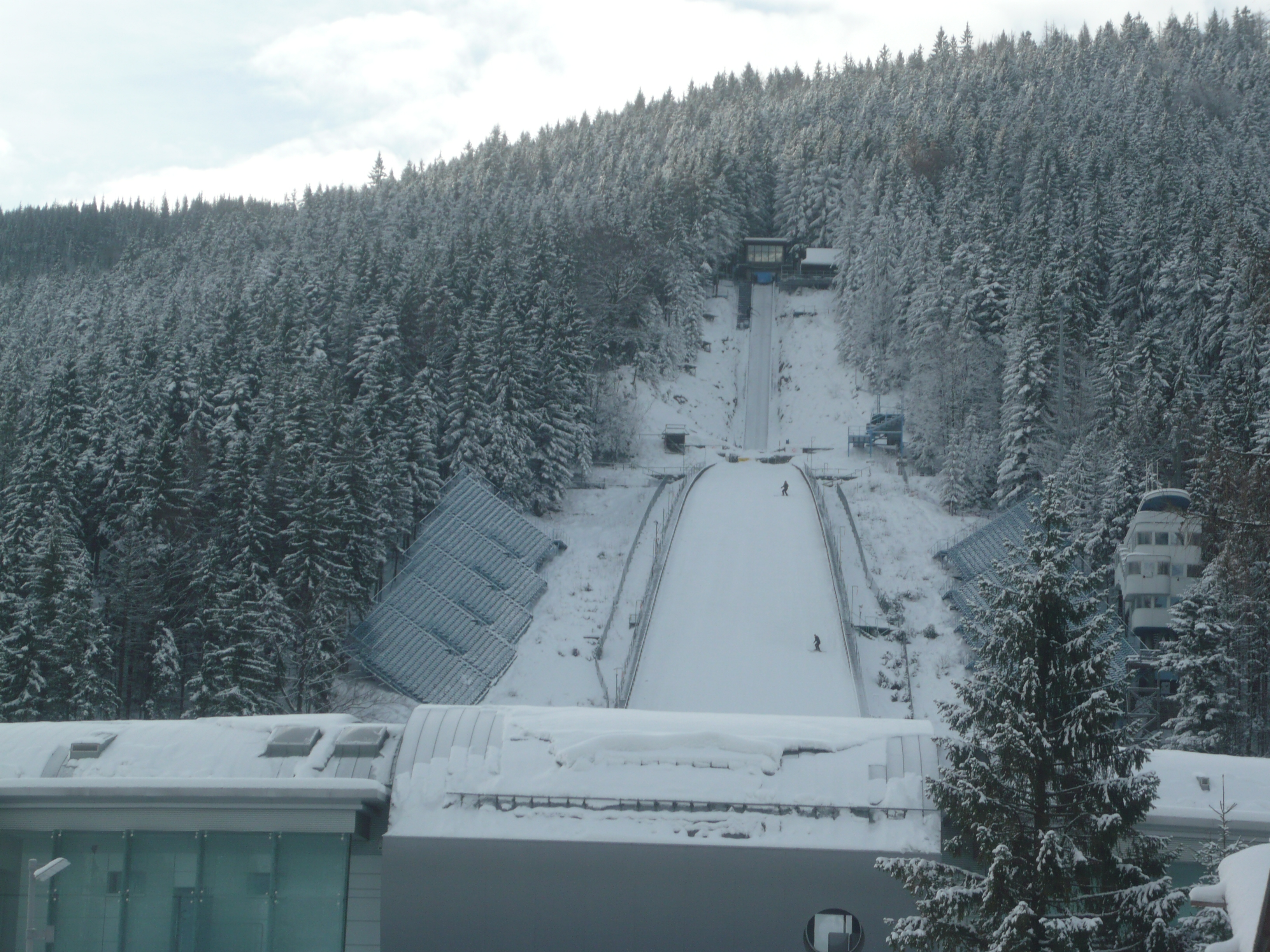
Wielka Krokiew widziana z ulicy Piłsudskiego